# Médias dans la série Les Simpson
Les médias sont un thème satirique récurrent de la série télévisée Les Simpson. Cette série est connue pour sa satire de la culture populaire américaine, et notamment de la culture télévisuelle ; mais, depuis ses débuts, elle a couvert toutes sortes de médias tels que l'animation, le journalisme, les annonces publicitaires, les comics, les films, internet, et la musique. 

## Contexte
La série Les Simpson est connue pour sa satire de la culture populaire américaine, en particulier de la culture télévisuelle. Elle fait appel au ressort classique des sitcoms, dans la mesure où elle se centre sur une famille et sa vie au sein d'une ville américaine typique. Cependant, du fait de son caractère de dessin animé, la portée de la série Les Simpson va au-delà de celle des sitcoms habituelles. La ville de Springfield fonctionne en effet comme un univers complet, à l'intérieur duquel les personnages peuvent explorer les problématiques que l'on rencontre dans la société moderne. La ville dispose d'une large ensemble de médias allant des programmes de télévisions pour enfants aux nouvelles locales, ce qui permet aux producteurs de faire des plaisanteries sur eux-mêmes et sur l'industrie du divertissement. 
Plusieurs personnages ont un rôle dans cette satire. Krusty le clown est un vétéran de l'industrie du divertissement à la vie difficile, qui a sa propre émission, The Krusty the Klown Show : celle-ci vise un public enfantin et est suivie par beaucoup, y compris Bart Simpson. Il est parfois décrit comme un has been blasé, au bout du rouleau, qui a touché le fond bien des fois et continue à s'adonner aux jeux, à la boisson, aux cigarettes, au Percodan, au Pepto-Bismol, et au Xanax. Il sombre dans la dépression dès que les caméras s'arrêtent de tourner. Dans son livre Planet Simpson: How a Cartoon Masterpiece Documented an Era and Defined a Generation, l'écrivain Chris Turner décrit Krusty comme « le vétéran desséché, le pro total » qui vit une vie de célébrité, mais est malheureux au fond de lui-même et a besoin de ce statut de célébrité. On a décrit Krusty comme « l'homme de spectacle consommé, qui ne supporte pas l'idée de ne pas être à l'antenne et de ne pas amuser le public ». Ses émissions télévisées sont d'une qualité inégale et tout ce qu'il a à offrir est de basse qualité, au point d'en être potentiellement dangereux.
Si Krusty représente la culture à son plus bas niveau, Sideshow Bob, lui, représente la culture élitiste. Il a commencé sa carrière comme l’acolyte muet de l'émission télévisée de Krusty le clown. Frustré par ses débuts comme cible des « gags bon marché de Krusty », Bob coince Krusty et récupère l'émission. Il en change le contenu pour y présenter des lectures de littérature classique et des passages où l'on examine la vie émotionnelle des préadolescents. Il croit qu'en exposant les enfants à une culture de haut niveau, il pourra améliorer leur vie. Arnold écrit que « la propre conscience de Bob et sa moralité ne sont clairement affectées par la culture élevée qu'il représente ». Il s'efforce aussi de « manipuler les goûts des masses » et devenant un « cerveau » du crime. Dans l'ouvrage Leaving Springfield, David L. G. Arnold fait remarquer que Bart est le produit d'une « éducation de culture de masse » et est comme tel l'ennemi de Bob. Turner écrit que Bob s'est construit la personnalité d'un snob intellectuel, prétentieux et Républicain conservateur, de telle sorte que les écrivains puissent constamment le frapper avec un râteau et le mettre à terre.
Troy McClure, quant à lui, est le stéréotype du has been hollywoodien. Il a été une vedette au début des années 1970, mais sa carrière n'a fait que dégringoler du fait des rumeurs qui circulent sur une paraphilie impliquant des poissons. Dans la plupart de ses apparitions dans l'émission, il présente de courts clips vidéo que d'autres personnages regardent à la télévision ou dans un lieu public. Il présente souvent des vidéos éducatives, et de la publicité rédactionnelle.
Chris Turner remarque que « le type du personnage hollywoodien, lèche-bottes et mielleux [...] a été ressassé encore et encore, mais la version qu'en donne Hartman lui injecte une vie nouvelle à chaque apparition. McClure est devenu l'apothéose du stéréotype, une réinterprétation drôle à s'en faire mal aux tripes, dont la présentation qui le caractérise [...] est devenu un raccourci pour décrire n'importe quelle personnalité des médias grossièrement superficielle ». 

## Télévision
Quand la série Les Simpson a été mise en place, James L. Brooks a négocié un contrat inhabituel qui empêche la chaîne Fox d'interférer avec la série. Ce contrat a permis d'écrire plusieurs plaisanteries aux dépens de la chaîne Fox et de Fox News. Le fait que la plupart des chaînes de télévision interfèrent dans les émissions télévisées, au travers d'instructions adressées au réalisateur (network notes), est souvent l'objet de parodies dans Les Simpson. Le créateur Matt Groening a commenté ce contrat en soulignant qu'il avait permis de placer Les Simpson dans une position unique, et certains commentateurs ont remarqué que cette situation était un défi aux pratiques habituelles de l'industrie.
L'essentiel de la satire des médias qui apparait dans Les Simpson porte sur la télévision. Ceci se fait principalement au travers de trois personnages : Krusty le clown, Sideshow Bob, et Troy McClure. Chacun de ces personnages fait ou a fait carrière dans les programmes télévisés qui sont mis en scène dans Les Simpson. Le Itchy & Scratchy Show est un spectacle à l'intérieur du spectacle, qui est une satire de l'animation, et même, dans quelques cas, des Simpson eux-mêmes. Les sujets abordés vont des problèmes de censure ou de plagiat jusqu'à des parodies des reportages télévisés en direct ou des documentaires.

## Radio
Les citoyens de Springfield ont des stations de radio de fiction telles que KBBL am, KBBL fm, KUDD, WKOMA, KJAZZ, KFSL, et WOMB.

## Journalisme
Un autre thème récurrent est celui de l'état du journalisme. La série Les Simpson met en scène une équipe d'actualités fictives dont l'« anchorman » est Kent Brockman, qui présente des émissions télévisées fictives telles que Smartline et Eye on Springfield. Kent Brockman s'intéresse plus à amuser ses téléspectateurs qu'à les informer, et à travers lui, les scénaristes peuvent commenter le côté « beau parleur » des informations télévisées, ainsi que leur tendance à l'exagération et au sensationnalisme.
Les Simpson traitent également de l'évolution des médias vers les tabloïds, avec la tendance à présenter les gens comme coupables en l'absence de tout procès, ou encore à envahir totalement la vie privée en campant devant la maison des gens. 

## Internet
Dans l'épisode Le Site inter (pas) net d'Homer (S12:E06) diffusé en 2000, Homer crée un site internet et y publie de nombreuses rumeurs sur les habitants de Springfield pour développer une audience. À court de sujets, il finit par inventer des rumeurs pour maintenir son audience.

## Sources
- (en) Cet article est partiellement ou en totalité issu de l’article de Wikipédia en anglais intitulé « Media in The Simpsons » (voir la liste des auteurs).